# 謝爾蓋·科羅廖夫
謝爾蓋·帕夫洛维奇·科羅廖夫（俄语：Сергей Павлович Королёв，羅馬化：Sergey Pavlovich Korolyov，發音：[sʲɪrˈgʲej ˈpavɫəvʲɪtɕ kərɐˈlʲɵf] ⓘ，羅馬化：Serhii Pavlovych Koroliov；1907年1月12日—1966年1月14日），蘇聯在1950年代至1960年代與美國太空競賽時火箭工程師與設計師領導，20世紀航天事業的先驅者之一。

## 生平
謝爾蓋·帕夫洛维奇·科羅廖夫出生在乌克兰日托米尔的一个农民家庭。他18岁考入基辅工学院空气动力学專業，2年后轉學到莫斯科鲍曼莫斯科国立技术大学。毕业以后，科羅廖夫進入圖波列夫飞机设计局，任職飛機設計師及試飛員。1930年代初他認識了火箭理論家康斯坦丁·齊奧爾科夫斯基，參與到大型火箭的研究當中，1932年成爲火箭研究小組負責人。1933年他成為噴氣科學研究所的副所長。與此同時他還相繼出版了《火箭發動機》和《火箭飛行》等著作。
科罗廖夫的研究受到图哈切夫斯基元帅的支持，在斯大林1938年的大清洗運動中，由於他被同事告發，1938年6月27日科罗廖夫被内务人民委员部逮捕，被判刑10年，之後流放到西伯利亞古拉格，在那裏度過了六年，在流放期間經申請進入監獄工廠研究火箭。1945年二戰結束前夕，蘇聯獲得了有關德國的最新開發的導彈信息，當蘇聯當局得知他是這方面的專家之後，立即將他從西伯利亞釋放，並將他派往德國，為蘇聯網羅德國有關方面的人才，科羅廖夫和他的同事利用從德國獲得的V2火箭資料成功研制出蘇聯第一枚彈道導彈。
1947年至1953年間他的團隊成功仿製及自行設計近程、中程、遠端和戰術導彈。1953年他開始主導研究R-7洲際彈道導彈，1957年8月3日該導彈試飛成功。經齊奧爾科夫斯基的提示他在R-7的基礎上改良，利用多節導彈接駁的原理發明“衛星號”運載火箭。
除了軍事領域之外，他又被任命爲蘇聯太空計劃的負責人。在他的領導下，1957年，蘇聯成功發射了人類第一顆人造衛星斯普特尼克1号，1961年，由他改進的火箭將人類第一位宇航員加加林送上了太空。
1966年1月，科羅廖夫因未能撐過癌症手術而在開刀過程中去世。由於科羅廖夫被視爲掌握著被蘇聯最高尖端的火箭技術專家，科罗廖夫的身份長期被官方保密，直到1966年他去世后，他作爲蘇聯太空計劃的總負責人的身份才被世人所知。蘇聯为其舉行了國葬，下葬於克里姆林宮紅場墓園。

## 纪念

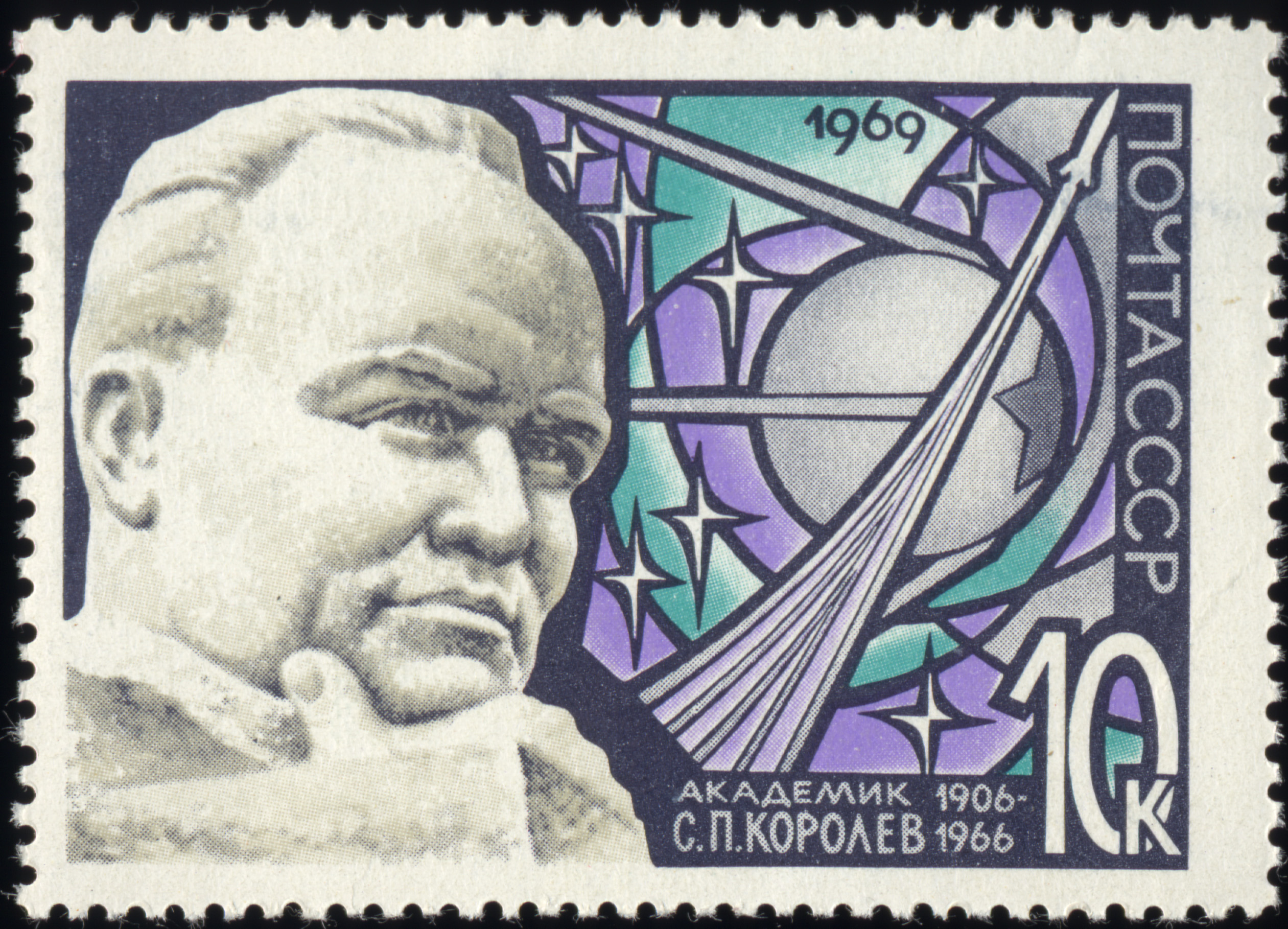
1969年蘇聯官方發行的紀念郵票

- 2007年1月12日俄罗斯举行了纪念科罗廖夫诞辰100周年的大型活动。
- 小行星1855、月球和火星各有一撞擊坑以他的名字命名。

## 家人
H·C·科罗廖娃（1935-），女儿，医学科学博士，著名外科医生。